# Радослав Тричков
Радослав Тричков е роден на 29 март 1899 г. в с. Трифоново, община Монтана.
Участник е в Септемврийското въстание 1923 г. Занимава се с журналистическа дейност към радио възела в гр. Враца.
Есперантист със световна известност. Активен деец на читалище „Развитие“, гр. Враца.